# アストラスピス
アストラスピス (Astraspis) は、古生代オルドビス紀後期に生息していた無顎類の仲間。全長約20センチメートル。頭部が骨板に覆われ、体側にはヤツメウナギのように8つの鰓穴が開いていた。アランダスピス同様、胸鰭などがなく、あまり上手くは泳げなかった。